# 南緯19度線
南緯19度線（なんい19どせん）は、地球の赤道面より南に地理緯度にして19度の角度を成す緯線。大西洋、アフリカ、インド洋、オーストララシア、太平洋、南アメリカを通過する。
この緯度の下では、夏至点時の可照時間は13時間17分であり、冬至点時の可照時間は10時間59分である。

## 通過する地域一覧
南緯19度線は、本初子午線から東に向かって以下の場所を通っている。
| 地理座標                                               | 国土・領土・領海 | 備考 |
| ------------------------------------------------------ | ---------------- | --- |
| 南緯19度0分 東経0度0分 / 南緯19.000度 東経0.000度      | 大西洋           | |
| 南緯19度0分 東経12度28分 / 南緯19.000度 東経12.467度   | ナミビア         | |
| 南緯19度0分 東経21度0分 / 南緯19.000度 東経21.000度    | ボツワナ         | |
| 南緯19度0分 東経25度59分 / 南緯19.000度 東経25.983度   | ジンバブエ       | |
| 南緯19度0分 東経32度42分 / 南緯19.000度 東経32.700度   | モザンビーク     | |
| 南緯19度0分 東経35度51分 / 南緯19.000度 東経35.850度   | インド洋         | モザンビーク海峡 |
| 南緯19度0分 東経44度14分 / 南緯19.000度 東経44.233度   | マダガスカル     | アンタナナリボのちょうど南を通過。 |
| 南緯19度0分 東経49度5分 / 南緯19.000度 東経49.083度    | インド洋         | |
| 南緯19度0分 東経121度33分 / 南緯19.000度 東経121.550度 | オーストラリア   | 西オーストラリア州 ノーザンテリトリー クイーンズランド州 |
| 南緯19度0分 東経146度22分 / 南緯19.000度 東経146.367度 | 珊瑚海           | クイーンズランド州（ オーストラリア） - ラトルスネーク島とアケロン島の間を通過。 マリオン島（コーラル・シー諸島、 オーストラリア）のちょうど北を通過。 チェスターフィールド諸島（ ニューカレドニア）のちょうど北を通過。 |
| 南緯19度0分 東経169度17分 / 南緯19.000度 東経169.283度 | バヌアツ         | イロマンゴ島の最南端を通過。 |
| 南緯19度0分 東経169度17分 / 南緯19.000度 東経169.283度 | 太平洋           | |
| 南緯19度0分 東経178度10分 / 南緯19.000度 東経178.167度 | フィジー         | カンダブ島 |
| 南緯19度0分 東経178度29分 / 南緯19.000度 東経178.483度 | 太平洋           | マトゥク島（ フィジー）のちょうど北を通過。 |
| 南緯19度0分 西経179度52分 / 南緯19.000度 西経179.867度 | フィジー         | トトヤ島 |
| 南緯19度0分 西経179度51分 / 南緯19.000度 西経179.850度 | 太平洋           | カバラ島（ フィジー）のちょうど南を通過。 フラガ島（ フィジー）のちょうど北を通過。 レイテ島（ トンガ）のちょうど南を通過。 |
| 南緯19度0分 西経169度55分 / 南緯19.000度 西経169.917度 | ニウエ           | |
| 南緯19度0分 西経169度48分 / 南緯19.000度 西経169.800度 | 太平洋           | アイツタキ島（ クック諸島）のちょうど南を通過。 マヌアエ島（ クック諸島）のちょうど北を通過。 ネンゴネンゴ環礁（ フランス領ポリネシア）のちょうど南を通過。 マヌハンギ環礁（ フランス領ポリネシア）のちょうど北を通過。 パラオア環礁（ フランス領ポリネシア）のちょうど北を通過。 バヒタヒ環礁（ フランス領ポリネシア）のちょうど南を通過。 |
| 南緯19度0分 西経70度19分 / 南緯19.000度 西経70.317度   | チリ             | |
| 南緯19度0分 西経68度54分 / 南緯19.000度 西経68.900度   | ボリビア         | スクレ市のちょうど北を通過。 |
| 南緯19度0分 西経57度42分 / 南緯19.000度 西経57.700度   | ブラジル         | マットグロッソ・ド・スル州 ゴイアス州 ミナスジェライス州 エスピリトサント州 |
| 南緯19度0分 西経39度44分 / 南緯19.000度 西経39.733度   | 大西洋           | |